# Белоусова, Людмила Евгеньевна
Людмила Евгеньевна Белоусова (22 ноября 1935, Ульяновск, РСФСР, СССР — 26 сентября 2017, Гриндельвальд, Швейцария) — советская фигуристка, заслуженный мастер спорта СССР (1962; лишена в 1979), в парном фигурном катании, двукратная олимпийская чемпионка в паре с супругом Олегом Протопоповым (1932—2023).
Белоусова и Протопопов, наряду с советской парой Т. Москвина — А. Мишин, одними из первых в мире начали выполнять поддержки на одной руке. 

## Биография

### Ранние годы
Родилась 22 ноября 1935 года в Ульяновске, позже с семьей переехала в Москву. В детстве она увлекалась разными видами спорта: (гимнастика, теннис, конькобежный спорт). Фигурным катанием она начала заниматься достаточно поздно — в шестнадцать лет, посмотрев австрийский фильм «Весна на льду». В 1951 году в Москве построили первый в СССР искусственный каток, и Белоусова поступила в детскую группу по фигурному катанию. К 1954 году она уже была «общественным инструктором» юных фигуристов в парке имени Дзержинского, сама занималась в старшей группе. Белоусова тренировалась в паре с Кириллом Гуляевым, который вскоре объявил, что заканчивает со спортом. Белоусова решила выступать в одиночном разряде.

### Встреча с Протопоповым
С Олегом Протопоповым познакомилась в 1954 году на семинаре в Москве. Они решили просто покататься вместе, пробовали исполнить некоторые элементы. Протопопов в то время служил в Ленинграде на Балтийском флоте, а Белоусова училась в Московском институте инженеров железнодорожного транспорта. Белоусова перевелась в Ленинградский институт инженеров железнодорожного транспорта, переехала в Ленинград и в декабре 1954 года спортсмены начали тренироваться вместе под руководством И. Б. Москвина, некоторое время — П. П. Орлова. Временами работали вдвоём, сами ставили свои программы. Белоусова выступала за ленинградские спортивные общества «Динамо» и «Локомотив».

### Высшие достижения
К 1957 году Белоусова и Протопопов были серебряными призёрами первенства СССР и мастерами спорта. В декабре 1957 года фигуристы поженились. На международной арене дебютировали в 1958 году. Технический арсенал спортсменов был небогатым, к тому же сказалась неопытность, поэтому они выступили на чемпионате Европы 1958 года не очень удачно — допустили ошибки, исполняя несложные элементы. На чемпионате Европы 1959 года допустили падение, судьи выставили в среднем оценки 5,0-5,1. На своей первой Олимпиаде 1960 в США пара получила оценки с большим расхождением: от 4,6/4,5 канадского судьи до 5,2/5,2 от австрийского и швейцарского судей.

В 1960-е годы пара значительно выросла как в техническом, так и в художественном плане. Впервые ими была исполнены тодес вперёд на внутреннем ребре, т. н. «космическая спираль». Первый успех пришёл в 1962 году: фигуристы наконец впервые выиграли чемпионат СССР (с восьмой попытки!) и заняли 2-е места на чемпионате Европы и чемпионате мира, где пара уступила канадской паре О. и М. Джелинек одним судейским голосом и лишь одну десятую балла. В 1963 году пара поставила произвольную программу на джазовую музыку, получая средние оценки уже на уровне 5,7-5,8. На чемпионате Европы 1964 года в обязательной программе пара получила более высокие оценки, чем М. Килиус — Х.-Ю. Боймлер (ФРГ), но по большинству мест уступили им, в произвольной программе пара из ФРГ также обошла советскую пару и выиграла. На Олимпиаде-1964 неожиданно с преимуществом в один судейский голос обыграли Килиус и Боймлера, благодаря высокому уровню согласованности, синхронности и гармоничности катания, были исполнены красивые спирали, комбинация прыжков шпагат и аксель в полтора оборота, двойной сальхов, несколько поддержек, включая зубцовое лассо в два оборота. Почти все судьи выставили оценки 5,8-5,9.

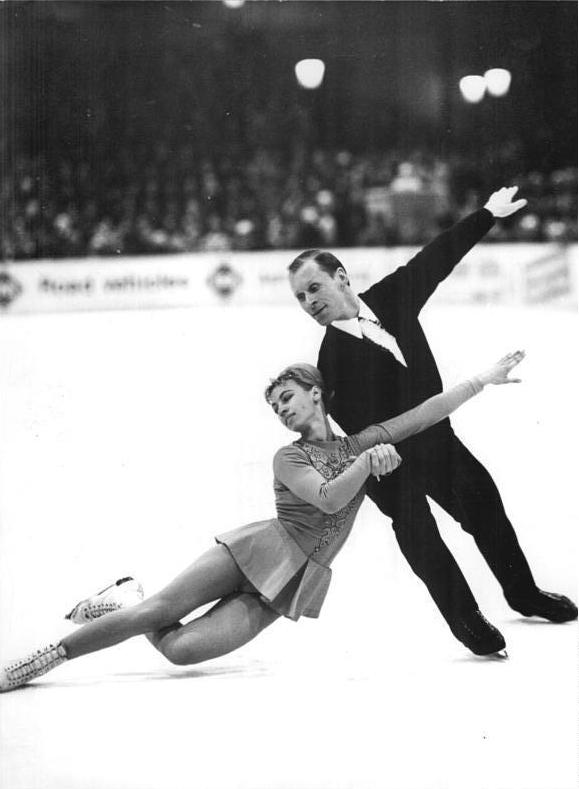
Людмила Белоусова и Олег Протопопов. Германия, 1968 год

Наиболее успешными стали их программы 1965-1968 гг., в которых был показан образ влюблённых. Была достигнута практически абсолютная синхронность всех движений, удивительная красота и плавность линий. Белоусова — Протопопов повели мировое парное катание по пути художественного обогащения программ. 

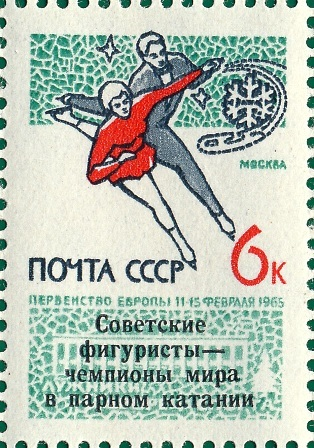
Почтовая марка СССР. 1965. Международные соревнования по зимним видам спорта. Фигуристы. Надпечатка: Советские фигуристы - чемпионы мира в парном катании.

На Чемпионате мира по фигурному катанию 1965 года пара заняла первое место.                                                                        
В 1966 году острейшую конкуренцию им составила новая пара Татьяна Жук — Александр Горелик, проигравшая им на Чемпионате мира лишь одним судейским голосом. На своей третьей Олимпиаде (1968) пара выиграла обе программы. В оцененной журналистами, как триумфальной, произвольной программе на музыку Рахманинова и Бетховена чисто были исполнены: комбинация двойной риттбергер - шаги - аксель в полтора оборота, двойной сальхов, 7 разнообразных поддержек, включая зубцовое лассо и лассо-аксель, а также огромная по длине спираль в позе либела, длившаяся 15 секунд. Лишь первый стартовый номер в сильнейшей разминке не позволил судьям выставить оценки 6,0, при этом шесть судей поставили 5,9/5,9, двое 5,8/5,9, а оценка судьи из ГДР 5,8/5,8 была освистана зрителями. На Чемпионате мира 1968 года почти все судьи выставили оценки 5,8/5,9, а судьи из ФРГ и ГДР оба дали 5,7/6,0.

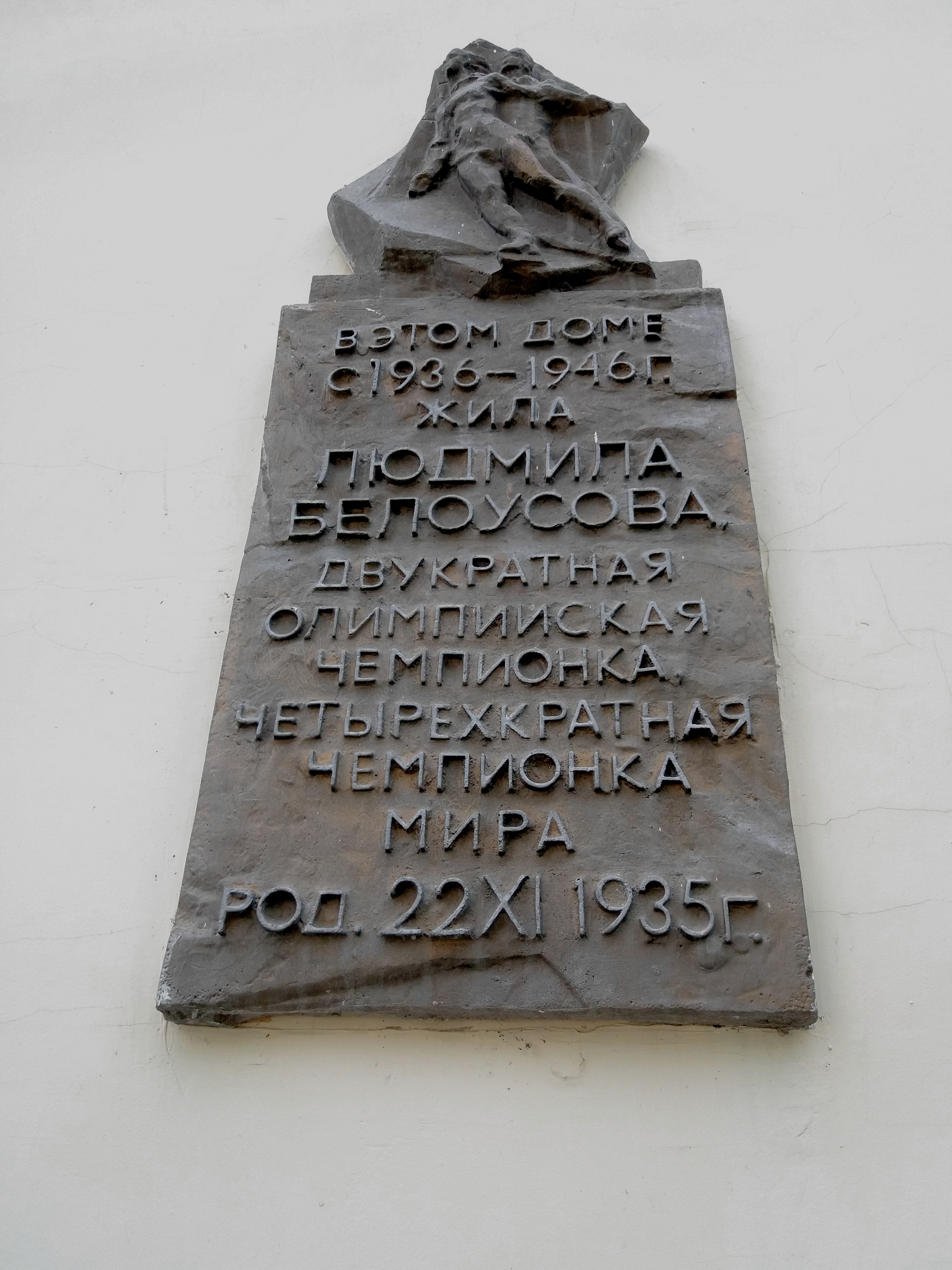
Мемориальная доска Людмиле Белоусовой (Ульяновск).

Со временем пара стала проигрывать более молодым советским парам, существенно усложнившим программу. На чемпионате мира 1969 года спортсмены допустили несколько ошибок и заняли третье место. В 1970 году на Чемпионате СССР лидировали после исполнения обязательной программы, однако по сумме двух видов остались лишь четвёртыми и не попали в сборную страны (впоследствии заявили о судейском сговоре). На Чемпионате СССР 1971 года пара лишь шестая, а в апреле 1972 — третья, но в отсутствие сильнейших пар, после чего спортсмены покинули любительский спорт.

### Бегство из СССР
Уйдя из большого спорта, спортсмены не расстались с фигурным катанием, работали в Ленинградском балете на льду. 24 сентября 1979 года Белоусова и Протопопов, находясь вместе с Ленинградским балетом на льду на гастролях в Швейцарии, попросили политического убежища и отказались возвращаться в СССР. Спортсменов лишили званий заслуженных мастеров спорта, их имена вычеркнули из всех советских справочников, рассказывающих об олимпийских достижениях СССР, а самих спортсменов в открытую называли предателями. Белоусова и Протопопов свой шаг объяснили тем, что в родной стране паре не давали развиваться дальше, они же не хотели бросать спорт и верили, что за границей их талант будут ценить больше. В 1995 году получили швейцарское гражданство, после чего смогли выступить на открытии чемпионата Европы в Софии (1995).

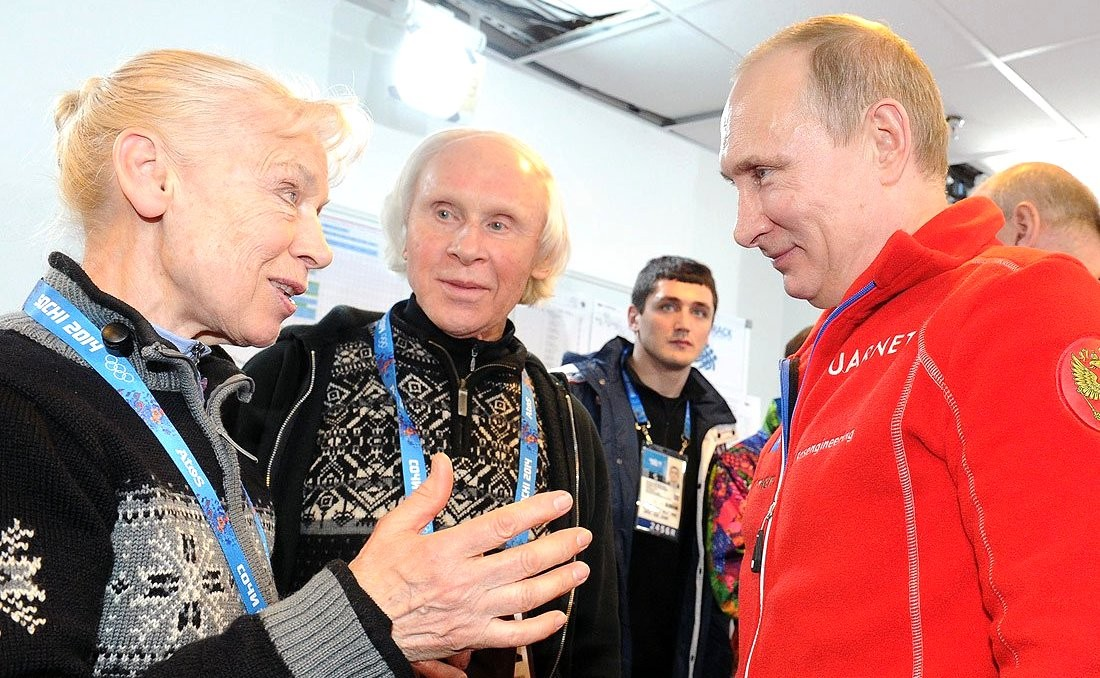
Владимир Путин, Людмила Белоусова и Олег Протопопов во время посещения Дворца спорта «Айсберг» (9.02.2014).

### Последние годы
25 февраля 2003 года, впервые за 20 с лишним лет, Белоусова прилетела вместе с Протопоповым в Россию по приглашению Вячеслава Фетисова. В ноябре 2005 года посетили Россию по приглашению Федерации фигурного катания Санкт-Петербурга. Присутствовали на Олимпиаде 2014 в Сочи, давали неоднократные интервью.
В сентябре 2015 года 79-летняя Людмила Белоусова и 83-летний Олег Протопопов выступили на льду в США на «Вечере с чемпионами».
Скончалась 26 сентября 2017 года на 82-м году жизни в Швейцарии, в Гриндельвальде. Тело её было кремировано в Туне. Урну с прахом жены Олег Протопопов (1932—2023) хранил дома, вплоть до своей смерти 31 октября 2023 года.
В 2024 году прах Протопопова и Белоусовой перевезён на родину в Санкт-Петербург и захоронен 11 сентября на Литераторских мостках Волковского кладбища.

## Награды
- орден Трудового Красного Знамени (30.03.1965; 24.07.1968)[19]

## Память
- В Ульяновске, на доме, в котором жила Людмила Белоусова, установлена мемориальная доска (улица Ленина, 144)[20].

## Спортивные достижения
| Соревнование/Сезон      | 1954-55 | 1955-56 | 1956-57 | 1957-58 | 1958-59 | 1959-60 | 1960-61 | 1961-62 | 1962-63 | 1963-64 | 1964-65 | 1965-66 | 1966-67 | 1967-68 | 1968-69 | 1969-70 | 1970-71 | 1971-72 |
| ----------------------- | ------- | ------- | ------- | ------- | ------- | ------- | ------- | ------- | ------- | ------- | ------- | ------- | ------- | ------- | ------- | ------- | ------- | ------- |
| Зимние Олимпийские игры |         |         |         |         |         | 9       |         |         |         | 1       |         |         |         | 1       |         |         |         |         |
| Чемпионаты мира         |         |         |         | 13      |         | 8       |         | 2       | 2       | 2       | 1       | 1       | 1       | 1       | 3       |         |         |         |
| Чемпионаты Европы       |         |         |         | 10      | 7       | 4       |         | 2       | 2       | 2       | 1       | 1       | 1       | 1       | 2       |         |         |         |
| Чемпионаты СССР         | 3       | 4       | 2       | 2       | 2       | ?       | 2       | 1       | 1       | 1       | -       | 1       | 1       | 1       | 2       | 4       | 6       | 3       |